# N-Methyltaurin
N-Methyltaurin oder 2-Methylaminoethansulfonsäure ist eine Aminosulfonsäure, die wie eine Aminosäure in kristallinem Zustand und in polaren Lösungsmitteln als Zwitterion vorliegt. Im Gegensatz zum weit verbreiteten Taurin wurde N-Methyltaurin in der Natur bisher nur in Rotalgen gefunden, wo es durch Methylierung von Taurin gebildet wird. Es eignet sich wegen seiner hohen Polarität und der relativ guten Löslichkeit seiner Erdalkalimetallsalze zur Amidbildung mit langkettigen Carbonsäuren zu Tauriden (Acylaminoethansulfonaten), die als milde anionische Tenside eingesetzt werden.

## Gewinnung und Darstellung
Die Synthese des N-Methyltaurins wurde bereits 1878 berichtet, wobei Methylamin mit dem Silbersalz der 2-Chlorethansulfonsäure zur Reaktion gebracht wurde. Eine naheliegende Variante ist die Umsetzung des Natriumsalzes der 2-Chlorethansulfonsäure mit Methylamin. Addition von Methylamin an Natriumvinylsulfonat in wässriger Lösung ergibt nach dem Ansäuern mit Essigsäure N-Methyltaurin in 85%iger Ausbeute. Die Reinigung der Reaktionsmischung und Darstellung des N-Methyltaurins kann auch durch Passage der Natriumsalzlösung über ein Kationenaustauscherharz in seiner H-Form und anschließend über ein Anionenaustauscherharz in seiner OH-Form erfolgen. Die Reaktion von Natriumisethionat mit Methylamin in Wasser bei hoher Temperatur und hohem Druck liefert das Natriumsalz des N-Methyltaurins,
aus dem nach Sättigung mit CO2 und Abtrennung des ausfallenden Natriumhydrogencarbonats reines N-Methyltaurin gewonnen wird.

## Eigenschaften
N-Methyltaurin ist ein weißer pulverförmiger Feststoff, der in Wasser leicht löslich ist. Aus chinesischen Quellen kommt auch das Natriumsalz des N-Methyltaurins in Form gelblicher Kristalle und 60–65 Gew.%ige farblose, alkalisch reagierende Lösungen in den Handel. 

## Verwendung
N-Methyltaurin bzw. sein Natriumsalz findet als polare Kopfgruppe in Tensiden aus der Klasse der Tauride (Acylaminoethansulfonate), gelegentlich auch Methyltaurate genannt, Verwendung. Die Tauride zeichnen sich durch exzellente Schaumbildung – auch in Gegenwart von Öl und Hautfetten – und Schaumstabilität mit guter Hautverträglichkeit und breiter pH-Stabilität aus. Der Marktdurchbruch für N-Methyltaurin als Haarwuchsmittel steht noch aus.